# 謬誤論證
謬誤論證（英語：Argument from fallacy）又稱爭論邏輯、訴諸邏輯（英語：argument to logic，拉丁語：argumentum ad logicam）、謬誤謬誤（fallacy fallacy）、謬誤學家的謬誤（fallacist's fallacy），是一種形式謬誤，主張由於某論證無效，因而其結論為假。
像例如說「你的主張基於個人感覺，所以你的主張是錯的」就是一個例子。因為個人感覺固然不能用做支持和自身無關或與他人相關的觀點的理由，但這不表示出於個人感覺的觀點一定是錯的。

## 形式說明
謬誤謬誤之形式如下：

- 「若P則Q」邏輯上無效；
- 因此，Q不成立。

## 謬誤謬誤示例
例子1

- 甲：人有兩隻腳，小明有兩隻腳，因此小明是人。
- 乙：你犯了肯定後件的謬誤，因此你的推論是錯的，既然推論錯，結論當然也錯。所以，小明不是人。
- 丙：乙犯了謬誤論證，所以小明是人。

甲的論證犯了肯定後件的謬誤；但在此處，乙和丙都犯了謬誤論證的謬誤，乙聲稱甲犯了謬誤，所以甲的答案一定是錯的，這犯了謬誤論證的謬誤；丙則聲稱乙犯了謬誤論證的謬誤，所以乙的答案也一定是錯的，但在此丙也犯了謬誤論證的謬誤。因此這三個人當中，沒有人的論證能推導出小明是人或者小明不是人。
例子2

- 甲：XXX在網路上聲稱自己是女生，可是XXX從來沒露臉或用過語音，還總是找理由推辭任何要求露臉或使用語音交談的企圖，想辦法不在網友面前露面；而且在網路上，明明在現實中是只會嘴砲、永遠交不到女朋友而對AV女優和二次元少女意淫的中年噁男魯蛇死肥宅卻聲稱自己是女生，還盜用女明星照片說是自己照片好騙人財產的死人妖很多，所以XXX一定是男的，是個說謊不打草稿、沒有誠信的死人妖！
- 乙：你這是布佛氏論證，而且還涉及人身攻擊，像你這種自以為正確但結果根本錯得離譜的推理我看太多了，如果你只會用這類的邏輯謬誤進行推理，卻沒辦法拿出證據來證明自己的論點的話，那我敢說，XXX一定是女的。
- 甲：就算這樣又如何，你這是以謬誤論證說我是錯的，所以XXX一定是男的。

不論是甲或者是乙的論點，都無法證明在網路上的那個XXX一定是男的或女的。
例子3

- 大臣：大王您現在有了象牙筷子，之後就會認為用陶土做的器皿配不上，因此就必然會再想辦法得到犀牛角和玉石做的杯子；而在得到象牙筷子和玉石做的杯子後，就必然不會滿足用這些東西盛裝豆子和豆葉等粗食，而會想辦法得到氂牛、大象和豹的胎盤之類的珍饈美饌；在吃到氂牛、大象和豹的胎盤之類的珍饈美饌後，就不會想穿著用粗布裁製的衣服、住在茅草蓋的小屋當中，而一定會想改穿九重錦衣，並住在高高的樓臺和寬廣的房間之內；再這樣下去，大王您的欲望會無限膨脹，而最後整個天下的東西都會滿足不了大王您的欲求的，對此臣深感擔憂。
- 君王：你沒有說這些關聯是否夠強，這是犯了滑坡謬誤，因此這些擔憂是錯的，既然是錯的，那你說的就一定不會發生，所以請你放心，寡人的慾望是不會膨脹的。

君王的主張只能說明大臣的擔憂犯了邏輯謬誤，不代表這些擔憂就是錯的、就一定不會發生，君王說大臣的擔憂犯了滑坡謬誤，因此一定不會發生，是謬誤論證；大王的論證犯了謬誤論證的謬誤，也不代表大臣的這些擔憂就是對的、就一定會發生。這些擔憂是否會發生，端視君王自身的自制力和努力而定，和大臣所講的論述是否犯了邏輯謬誤無關。

## 謬誤說明
當我們宣稱一個論證有謬誤時，我們是宣稱其前提與其結論無法合理地連結，因此謬誤與否和結論的真假值並無關係。
由於要提出有說服力的論證並不容易，即使一個命題為真，還是可能常常有錯誤的論證。例如費馬最後定理提出時就有許多人相信為真，然而在提出三個世紀後，才有數學家提出有效的證明，在此期間已有許多嘗試證明該定理的錯誤論證出現。
許多時候，當所有可知關於某命題的論證都存在謬誤時，暫時拒絕該結論是合理的。然而，當我們僅僅因為某個論證有謬誤，就推論關於該結論的有效論證不可能存在時，就犯了這個謬誤。

## 外部連結
- （英文）Logical Fallacy: Fallacy Fallacy（页面存档备份，存于）